# Jane Claxton

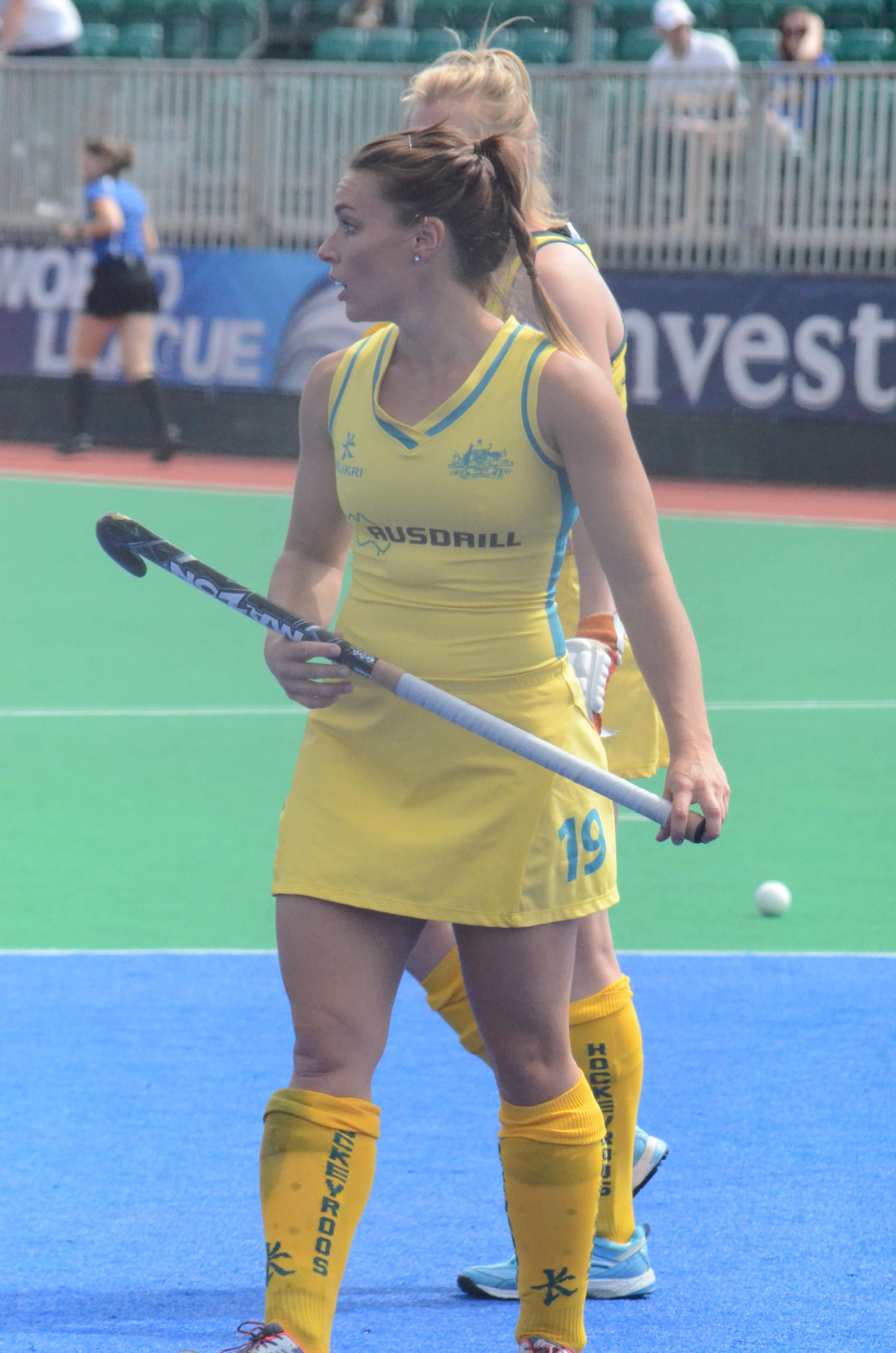
Jane Claxton (2013)

Jane Anne Claxton (* 26. Oktober 1992 in Adelaide) ist eine australische Hockeyspielerin, die mit der Australischen Hockeynationalmannschaft die Silbermedaille bei der Weltmeisterschaft 2014 und die Bronzemedaille bei der Weltmeisterschaft 2022 erkämpfte. 2014 gewann sie die Goldmedaille bei den Commonwealth Games, 2018 und 2022 wurde sie Zweite.

## Sportliche Karriere
2013 war Claxton mit der australischen Juniorinnen-Nationalmannschaft Sechste bei der Juniorenweltmeisterschaft. Im gleichen Jahr debütierte Claxton in der australischen Nationalmannschaft, für die sie bis zum 15. Februar 2023 212 Länderspiele absolvierte.
Im Juni 2014 fand in Den Haag die Weltmeisterschaft der Damen statt. In der Vorrunde belegten die Australierinnen den zweiten Platz hinter den Niederländerinnen. Im Halbfinale bezwangen die Australierinnen das Team aus den Vereinigten Staaten im Shootout. Im Finale trafen die Australierinnen dann wider auf die Niederländerinnen und verloren 0:2. Anderthalb Monate später wurden in Glasgow die Commonwealth Games 2014 ausgetragen. Beim Hockeyturnier gewannen die Australierinnen das Halbfinale mit 7:1 gegen die Südafrikanerinnen, wobei Claxton ein Tor beisteuerte. Im Finale siegten die Australierinnen im Shootout gegen das englische Team.
2016 gehörte Claxton zum australischen Kader für die Olympischen Spiele 2016 in Rio de Janeiro. Beim olympischen Turnier belegten die Australierinnen in ihrer Gruppe den dritten Platz. Im Viertelfinale unterlagen sie den Neuseeländerinnen. Claxton hatte ihr einziges Turniertor im Vorrundenspiel gegen Indien erzielt. 2018 waren die Australierinnen in Gold Coast Gastgeberinnen der Commonwealth Games. Im Finale verloren sie mit 1:4 gegen die Neuseeländerinnen. Drei Monate später fehlte Claxton bei der Weltmeisterschaft 2018.
Bei den 2021 ausgetragenen Olympischen Spielen in Tokio schied die australische Mannschaft im Viertelfinale mit 0:1 gegen die Inderinnen aus. 2022 belegte Claxton mit den Australierinnen den dritten Platz bei der Weltmeisterschaft in Amstelveen und Terrassa. Im Spiel um Bronze bezwangen die Australierinnen die deutsche Mannschaft mit 2:1. Kurz darauf fanden in Birmingham die Commonwealth Games 2022 statt. Die Australierinnen erreichten das Finale durch einen Sieg im Shootout gegen die Inderinnen. Im Finale siegte das englische Team mit 2:1.